# 芙莉歐莎：瘋狂麥斯傳奇篇章
是一部2024年澳美合拍的後末日驚悚科幻動作片，「瘋狂麥斯系列」第五部作品、2015年電影《瘋狂麥斯：憤怒道》的前傳。該片由喬治·米勒執導，並與尼可·藍瑟里斯共同撰寫劇本。主演包括安雅·泰勒-喬伊、克里斯·漢斯沃、湯姆·伯克和艾莉拉·布朗。電影描述芙莉歐莎的起源故事。隨著文明世界的崩潰，年幼的芙莉歐莎從豐饒之地被抓走，並落入軍閥狄門特斯所領導的摩托幫手中。芙莉歐莎始終渴望穿越荒地回到家鄉，但狄門特斯與不死老喬之間的鬥爭使她面臨重重考驗。
《芙莉歐莎：瘋狂麥斯傳奇篇章》由華納兄弟排定於2024年5月23日在澳洲上映，並於2024年5月24日在美國上映。這部電影的票房表現不佳，但獲得評論界正面為主的評價，媒體與影評界讚譽情感刻畫、動作場面、安雅·泰勒-喬伊的演出表現，對克里斯·漢斯沃的演技反應不一，但同時有部份評論批評過於暴力的橋段。

## 劇情
本片設定在文明崩潰的未來、澳大利亚的廣袤荒土，劇情分成五個篇章展開。
- 第一章：難抵極（Chapter I: The Pole of Inaccessibility）
- 第二章：荒土的教訓（Chapter II: Lessons from the Wasteland）
- 第三章：逃亡（Chapter III: The Stowaway）
- 第四章：回家（Chapter IV: Homeward）
- 第五章：超越復仇（Chapter V: Beyond Vengeance）

### 故事大綱
芙莉歐莎是一名生於「豐饒之地」的女孩，某天在摘果實的時候遇到一支闖入此地的摩托幫並被抓走。其母瑪麗·賈巴薩一路追趕入侵者，將他們滅口以避免豐饒之地的位置外洩，並從摩托幫營地將芙莉歐莎救出。摩托幫首領狄門特斯率領著車隊追殺兩人，瑪麗選擇斷後並將一顆種子交給芙莉歐莎，要求她自行逃跑，但芙莉歐莎最終仍折返回到母親身邊，兩人一起被抓，芙莉歐莎更親眼目睹母親被凌虐而死。
狄門特斯收養芙莉歐莎，對外宣稱她是自己的女兒。芙莉歐莎被囚禁在籠子裡並由歷史人看顧，跟著狄門特斯的車隊移動。一段時間後，狄門特斯得知軍閥不死老喬的堡壘有著豐富的物資，便帶著摩托幫企圖征服該處，但不死老喬麾下的戰爭男孩們毫不畏懼犧牲，令狄門特斯吃了敗仗。狄門特斯轉而攻打煉油鎮，讓一群手下假裝成不死老喬的車隊並攻擊他們，成功讓煉油鎮的領主開門放行。狄門特斯的手下攻下城門讓大軍進入，煉油鎮淪陷。
狄門特斯與不死老喬談判，以炸毀煉油鎮為威脅手段，要求換取更多資源。不死老喬同意，但條件是來自豐饒之地的全壽人芙莉歐莎必須進入他的後宮，而雙方就此談妥。芙莉歐莎見到了不死老喬的女人們，並親眼目睹其中一人分娩生下畸形胎兒。過了一段時間，芙莉歐莎趁著不死老喬之子瑞塔斯對她上下其手時逃脫，混進堡壘的後勤人員當中，隱藏身分和性別當起了技工。她表現出色並屢獲提拔，數年後成為億馬千軍號的技工之一。億馬千軍號在一次運輸任務中遇襲，芙莉歐莎與駕駛員傑克並肩作戰，事後被對方選為副官。傑克並不打算刺探芙莉歐莎的秘密，還答應在她完成足夠任務後，提供摩托車讓她回到豐饒之地。
與此同時，狄門特斯掌管的煉油鎮逐漸衰敗，不死老喬與兵工農場首領預謀要奪回煉油鎮。但是狄門特斯先發制人奪下兵工農場，前去該處領取軍火的億馬千軍號因此遭到攻擊。芙莉歐莎本來完成該趟任務後就可以回家，但在奮戰後終究被狄門特斯抓住。狄門特斯顯得更加蒼老，他先用大半天的時間把傑克折磨至死，再自顧自與芙莉歐莎長談。但芙莉歐莎早已自斷手臂逃脫，並被人當成屍體撿回堡壘。芙莉歐莎將一切事情通報不死老喬，不死老喬於是與狄門特斯展開了慘烈的「四十天戰爭」。
不死老喬戰勝後，裝了義肢的芙莉歐莎前往戰場前線，隻身追趕帶著寥寥幾名手下逃跑的狄門特斯。狄門特斯最終走投無路，芙莉歐莎不讓他輕鬆死去。芙莉歐莎默默地瞪著狄門特斯，狄門特斯開始說起他的體悟，稱芙莉歐莎和從前的他一樣，都是受到復仇怒火所驅動、掠奪不休的瘋子。最終，芙莉歐莎沒有殺死狄門特斯，而是將他帶到堡壘裡她曾與傑克共享的秘密基地，以他的身體為土壤將母親給的種子種下，長出一棵結果實的豐饒之地樹種。芙莉歐莎成為億馬千軍號的新駕駛，而且還沒有放棄希望。

## 演員
- 安雅·泰勒-喬伊 飾演 芙莉歐莎[4]
  - 艾莉拉·布朗（英语：Alyla Browne） 飾演 年幼的芙莉歐莎[5]
- 克里斯·漢斯沃 飾演 德曼圖（Dementus）：摩托幫領袖，從豐饒之地綁架了芙莉歐莎，後成為掌管煉油鎮的軍閥[5]。
- 湯姆·伯克 飾演 禁衛傑克（Praetorian Jack）：西方堡壘的指揮官，「億馬千軍號」的首任駕駛員[5]。
- 萊奇·赫爾姆（英语：Lachy Hulme） 飾演 不死老喬（英语：Immortan Joe）：盤踞西方堡壘的軍閥，與摩托幫不和[5]。
  - 赫爾姆同時兼演里茲代爾·佩爾（Rizzdale Pell）：德曼圖的副手[6]。
- 喬治·謝夫佐夫（George Shevtsov） 飾演 歷史人（The History Man）：為德曼圖效力的學者，熟悉末日前的歷史和科技[7]。該角色亦為電影的旁白[8]。
- 約翰·霍華德（英语：John Howard (Australian actor)） 飾演 食人獸（The People Eater）：不死老喬的軍師，後在《狂暴之路》成為掌管汽油镇的軍閥[5]。
- 安格斯·桑普森（英语：Angus Sampson） 飾演 生物技工（The Organic Mechanic）：德曼圖麾下的醫生，後為不死老喬效力[5]。
- 納森·瓊斯（英语：Nathan Jones (wrestler)） 飾演 瑞塔斯（Rictus Erectus）：不死老喬兒子，肌肉發達但智力遲鈍[5]。
- 喬許·赫爾曼 飾演 斯克托斯（Scrotus）：不死老喬兒子，好戰且精神錯亂[5]。
- 查理·弗雷澤（英语：Charlee Fraser） 飾演 瑪麗·賈巴薩（Mary Jabassa）：芙莉歐莎的母親[5]。
- 迪倫·阿多尼斯（Dylan Adonis） 飾演 瓦爾基麗（Valkyrie）：芙莉歐莎的兒時好友[9]。
- 埃尔莎·帕塔奇 飾演 諾頓先生（Mr. Norton）：德曼圖麾下的摩托幫女成員[10]。
  - 帕塔奇同時兼演一名豐饒之地軍官[10]
- 葛蘭·D·克魯特（Goran D. Kleut） 飾演 八爪老大（The Octoboss）：德曼圖的盟友，絕命騎士的領袖，後叛變脫離煉油鎮[11]。
- 大衛·科林斯（David Collins） 飾演 傻麥（Smeg）：德曼圖麾下的摩托幫成員[12]。
- Matuse 飾演 尖牙（Fang）：德曼圖麾下的摩托幫成員[13]。
- 克拉倫斯·萊恩（英语：Clarence Ryan） 飾演 黑指技工（Black Thumb）：「億馬千軍號」的設計師，禁軍傑克的專屬技工[14]。
- 彼得·史蒂芬斯（Peter Stephens） 飾演 汽油镇領主（Guardian of Gastown）：不死老喬的兄弟，原先掌管汽油镇的軍閥[15]。
- 李·佩里（英语：Lee Perry (voice actor)） 飾演 子弹农夫（The Bullet Farmer）：掌管子弹农场的軍閥，不死老喬的盟友[9]。
- 奎登·拜爾斯（Quaden Bayles） 飾演 戰爭崽子[5]
- 丹尼爾·韋伯（英语：Daniel Webber (actor)） 飾演 戰爭男孩[5]
- iOTA（英语：Iota (singer)） 飾演 電音戰士（Doof Warrior）：不死老喬手下的飛車團吉他手[9]。
- 雅各·湯穆里（英语：Jacob Tomuri） 飾演 麦克斯·洛克坦斯基：澳大利亞公路巡警組織主力巡警隊（MFP）的前成員、瘋狂的麦克斯系列的主角，在電影中段客串。湯穆里是在《狂暴之路》中飾演麦克斯的湯姆·哈迪的替身[16][17]。

## 製作

### 前期製作
2020年3月，宣佈製作一部基於2015年電影《瘋狂麥斯：憤怒道》中的角色芙莉歐莎的外傳電影，並有望由安雅·泰勒-喬伊主演，拍攝預計將於2021年開始進行。2020年10月，確認由泰勒-喬伊出演芙莉歐莎，而克里斯·漢斯沃和葉海亞·阿巴杜-馬汀二世加盟演員陣容。多個《瘋狂麥斯：憤怒道》的工作團隊成員將回歸製作《芙莉歐莎》，包括剪輯師瑪格麗特·西賽爾、藝術指導科林·吉布森、混音師本·奥斯莫和化妝及髮型設計師萊絲莉·范德懷特。2021年2月，曾為《瘋狂麥斯：憤怒道》配樂的Junkie XL確認回歸為《芙莉歐莎》進行配樂工作。2021年4月，據新南威爾斯州長格拉迪斯·貝爾吉格利安透露，該片收到了新南威爾斯州政府的1.75億澳元獎勵金和40%減稅，並將成為澳洲有史以來最大規模製作的電影，而且預估可以為澳洲帶來3.5億澳元的經濟收入和提供至少850個工作職缺。2021年11月，阿巴杜-馬汀二世因日程衝突退出，他的角色改由湯姆·伯克接演。2022年1月，據報導西蒙·達根接替約翰·西爾擔任本片的攝影師。

### 拍攝
主體拍攝最初定於2022年3月在新南威爾斯州開始進行。製作於2022年5月開始進行。

## 發行
《芙莉歐莎：瘋狂麥斯傳奇篇章》由華納兄弟原定於2023年6月23日上映。2021年9月，宣佈電影延期至2024年5月24日上映。台灣院線則是於2024年5月22日上映，並且於2024年8月16日於串流平台HBO GO上架。

## 迴響

### 評價
《芙莉歐莎：瘋狂麥斯傳奇篇章》受到多數影評人的好評。爛番茄根據419條評論，本片獲得90%的新鮮度，平均得分7.9／10，觀眾的好評度為80%，平均得分4／5。在Metacritic上，本片獲得79分。

### 票房
| 上一届： 《幻幻之交》           | 2024年美國週末票房冠軍 第21週    | 下一届： 《加菲貓：農場大冒險》                 |
| 上一届： 《猩球崛起：王國誕生》 | 2024年台北週末票房冠軍 第21-22週 | 下一届： 《絕地戰警：生死與共》                 |
| 上一届： 《犯罪都市4》          | 2024年韓國週末票房冠軍 第21-22週 | 下一届： 《梦境》                               |
| 上一届： 《归来的玩命警探》     | 2024年日本週末票房冠軍 第22週    | 下一届： 《剧场总集篇『孤独摇滚！』Re: - 电影》 |

## 備註
1. ↑  編劇尼克·藍瑟里斯曾在1979年最初第一部《迷霧追魂手》飾演汽車修理工。

## 外部連結
- 互联网电影数据库（IMDb）上《芙莉歐莎：瘋狂麥斯傳奇篇章》的资料（英文）
- Box Office Mojo上《芙莉歐莎：瘋狂麥斯傳奇篇章》的资料（英文）
- 爛番茄上《芙莉歐莎：瘋狂麥斯傳奇篇章》的資料（英文）
- Metacritic上《芙莉歐莎：瘋狂麥斯傳奇篇章》的資料（英文）
- AllMovie上《芙莉歐莎：瘋狂麥斯傳奇篇章》的资料（英文）
- 開眼電影網上《芙莉歐莎：瘋狂麥斯傳奇篇章》的資料（繁體中文）
- 豆瓣电影上《芙莉歐莎：瘋狂麥斯傳奇篇章》的資料 （简体中文）